# Roman van Heinric en Margriete van Limborch
De Roman van Heinric en Margriete van Limborch is een episch ridderverhaal geschreven van 1291 tot 1318, vermoedelijk door de Brabander Hein van Aken. Met 23.018 versregels is het de langste Middelnederlandse ridderroman en ook een van de meest oorspronkelijke literaire werken in die taal.

## Inhoud
Naar het voorbeeld van de Aeneis bestaat de Roman van Heinric en Margriete van Limborch uit twaalf boeken. De titelpersonen Heinric en Margriete zijn hertogskinderen uit Limburg. Als Margriete tijdens de jacht verdwaalt en naar Constantinopel wordt ontvoerd, gaat haar broer Heinric naar haar op zoek. Terwijl zij verblijft aan het keizerlijk hof dat wordt belegerd door de sultan van Babylonië, maakt hij veldslagen mee, verwekt een kind en ontmoet nieuwe vrienden. Er ontspint zich een web van verhalen, vaak geput uit bestaande motieven. Op het einde treden ze allebei in het huwelijk. Thema's zijn hoofse liefde, de verbinding tussen Oost en West, en de taken van vorsten.

## Weerklank
Het werk circuleerde aanvankelijk in de hoogste kringen en ontwikkelde zich doorheen de eeuwen tot volkslectuur. In 1480 maakte Johann von Soest er de Duitse bewerking Die Kinder von Limburg van. Zeker dertien keer verscheen de Limborch-roman in druk. De eerste keer gebeurde dat bij Willem Vorsterman te Antwerpen in een ingekorte prozaversie genaamd Eene schoone historie van Margarieten van Limborch ende van Heyndric haren broeder (1516). De laatste keer was in 1798. Een schoone historie van Margrietje van Limborg is een liedtekst die in 1776 te Amsterdam werd gepubliceerd, maar die waarschijnlijk veel ouder is.

## Handschriften
De Universiteitsbibliotheek Leiden en de Koninklijke Bibliotheek van België bezitten elk een nagenoeg compleet manuscript van het werk. Het Leidse handschrift in het Middelnederlands is ouder, het Brusselse exemplaar in het Ripuarisch is 1213 verzen langer. Daarnaast zijn tien fragmenten overgeleverd, waarvan wordt aangenomen dat ze ooit tot volledige exemplaren hebben behoord.
- Antwerpen, Museum Plantin-Moretus, Cod. M 15.10
- Brussel, KBR, ms. 18231
- Brussel, KBR, ms. II 5949,2
- Brussel, KBR, ms. IV 209,6
- Brussel, KBR, ms. IV 853,1 + Gent, Academie voor Nederlandse Taal- en Letterkunde, 7 bis b + Xanten, Stiftsarchiv und -bibl., Fragm. 41
- Leiden, Universiteitsbibliotheek, BPL 3086
- Leiden, Universiteitsbibliotheek, LTK 195 [2]
- Leiden, Universiteitsbibliotheek, LTK 196 [3]
- Leiden, Universiteitsbibliotheek, LTK 1792
- Michelstadt, Nicolaus-Matz-Bibl., Cod. E 1057
- Parijs, Bibliothèque nationale de France, Ms. allem. 118g

## Uitgaven
- Roman van Heinric en Margriete van Limborch, gedicht door Heinric, ed. L.Ph.C. Van den Bergh, 2 dln., 1846-1847
- Hein van Aken, Roman van Heinric en Margriete van Limborch, ed. Th. Meesters, 1951
- Volksboek van Margarieta van Lymborch (1516), ed. F.J. Schellart, 1952

## Vertalingen en navertellingen
- Hein van Aken, De roman van Heinric en Margriete van Limborch, naverteld door Albert Verwey met illustraties van Victor Stuyvaert, 1937
- Roman van Heinric en Margriet van Limborch, vert. Ingrid Biesheuvel, 2021. ISBN 9789025310684

## Bron
- Bas Jongenelen, Basisboek historische letterkunde, 2021, p. 62-69

## Voetnoten
1. ↑  Zie ook Een schoone historie, van Margrietje van Limborg, Amsterdam, Hendrik van Monnem, 1720
2. ↑  Digitale versie van Composite manuscript, two parts (Dutch): 1. (ff. 1-120) Roman van Heinric ende Margriete van Limborch / Heinric van Aken. - 2. (ff. 121-182) Roman van Walewein / Penninc and Pieter Vostaert, LTK 195. Universitaire Bibliotheken Leiden. Geraadpleegd op 10 april 2024.
3. ↑  Digitale versie van Fragment (Dutch): Roman van Heinric ende Margriete van Limborch / Heinric van Aken, LTK 196. Universitaire Bibliotheken Leiden. Geraadpleegd op 10 april 2024.